# Joseph Andreas Pausewang
Joseph Andreas Pausewang (* 17. November 1908 in Bobischau, Landkreis Habelschwerdt, Provinz Schlesien; † 1. Januar 1955 in Lohne) war ein deutscher Maler.

## Biographie

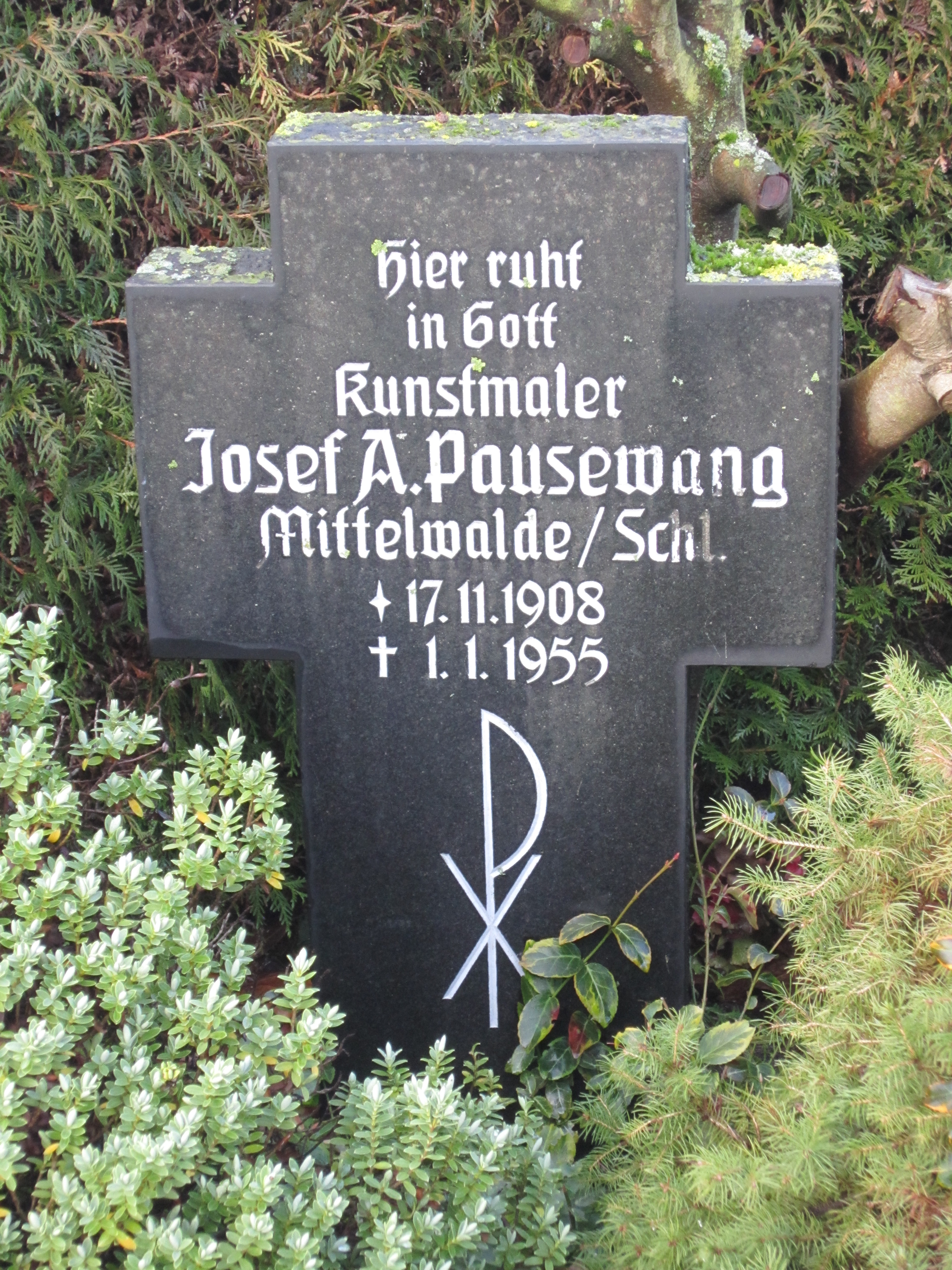
Grab Joseph Andreas Pausewangs auf dem Friedhof St. Gertrud in Lohne (Oldenburg)

Pausewang wurde am 17. November 1908 als Sohn eines Lehrers in Bobischau im Süden der seit 1763 zu Schlesien gehörenden Grafschaft Glatz, in unmittelbarer Nähe der Grenze zu Böhmen bzw. ab 1918 zur Tschechoslowakei geboren. Nach der Versetzung des Vaters 1910 wuchs er in Mittelwalde auf. 1923 begann er eine kaufmännische Lehre. 1924 riet ihm der Maler und Pfarrer Artur Heinke aus Ebersdorf zu einer Ausbildung in der Malerei, woraufhin er 1925 seine Lehre abbrach, um im selben Jahr ein Kunststudium zu beginnen. Seine Ausbildung erfolgte durch Artur Wasner, Walter Hartmann und Max Friese. Er arbeitete anfangs in den Ateliers im Hoecker-Haus in Oberlangenau und im Antonienheim in Bad Langenau. 1928 stellte er erstmals seine Werke in einer Einzelausstellung in Habelschwerdt aus.
Ab 1929 ging er auf eine zweijährige Künstlerwanderschaft, auf der er unter anderem Paul Plontke in Berlin und Leo Samberger in München besuchte. Bei Samberger konnte er auch eine Zeit lang arbeiten.
Ab 1931 lebte Pausewang in Mittelwalde und Dresden. Er betätigte sich in verschiedenen Verlagen und Zeitungen und arbeitete auch als Karikaturist, unter anderem beim Dresdner Anzeiger. 1933 heiratete Pausewang Charlotte Dobberentz, die drei Kinder gebar. Ab 1943 leistete Pausewang in Südfrankreich und Italien seinen Kriegsdienst, wo er von den Briten gefangen genommen wurde. Bei seiner Entlassung 1947 durfte er 300 während der Gefangenschaft erstellte Skizzen mitnehmen.
Nachdem 1945 als Folge des Zweiten Weltkriegs fast ganz Schlesien an Polen gefallen war, musste Pausewangs Familie Bobischau verlassen und fand Aufnahme in Lohne. Dorthin begab sich Pausewang nach der Entlassung aus der Kriegsgefangenschaft. Anschließend betätigte er sich im Atelier eines ortsansässigen Malers. Der Großteil seiner bis 1943 gemalten (ca. 1500) Bilder gilt als verschollen, da die Familie bei der Vertreibung aus Schlesien nur Handgepäck mitnehmen durfte.
Es war schwierig, als Maler schlesischer Landschaften wieder Fuß zu fassen. So schrieb er in dieser Zeit: „Ich male – leider heut unverkäufliche – Bilder der Heimat. Ich muß mir oft dabei die Augen wischen, wenn ‚mer die Träppl eewer de Wanga kaula!‘“ Mit der Zeit konnte Pausewang seine Malerei wieder etablieren und 1949 veranstaltete die Stadt Vechta eine Einzelausstellung.
In Lohne wirkte J. A. Pausewang 1948/49 als Vorsitzender des Bundes der Heimatvertriebenen; von 1952 bis 1954 war er Mitglied des Stadtrats. In seiner Eigenschaft als Ratsmitglied gab er u. a. den Anstoß für die Patenschaft der Stadt Lohne für die Vertriebenen aus Mittelwalde. Pausewang setzte sich bis zu seinem Tod für den Erhalt der Grafschafter Mundart „als dem Charakteristikum des Grafschafter Menschen“ ein.
Am 1. Januar 1955 verstarb Joseph Andreas Pausewang an Herzversagen.

## Werk
Pausewangs Werk umfasst Landschaftsbilder, Porträts und religiöse Bildnisse. Seine Landschaftsbilder sind stark durch die deutsche Romantik geprägt. Einen großen Einfluss übten kubistische Maler auf seine Bilder mit religiösen Motiven aus. Die Beeinflussung Pausewangs durch Wilhelm Busch ist in seinen Karikaturen unübersehbar.
Das Werk Pausewangs wurde im Jahr 2007 durch eine Ausstellung des „Freundeskreises Luzie Uptmoor“ in Zusammenarbeit mit dem Industrie Museum Lohne unter dem Titel „Erst wenn du in der Fremde bist: Joseph Andreas Pausewang (1908–1955). Ein niederschlesischer Maler im Oldenburger Münsterland“ gewürdigt.